# ۷۲۱ (خورشیدی)
۷۲۱ هفتصد و بیست و یکمین سال هجری خورشیدی است.